# الهيئة التشريعية في جزر مارشال
الهيئة التشريعية في جزر مارشال (بالإنجليزية: Legislature of the Marshall Islands)‏ هي الهيئة التشريعية في جزر مارشال، التي تأسست في 1979، وتتكون من 33 مقعداً، يقع المقر الرئيسي لها في ماجورو.